# Boy In Detention (mixtape)
Boy In Detention (wydany 5 sierpnia 2011 r.) to oficjalny mixtape Chrisa Browna. Jest to pierwszy krążek, na którym artysta skupia się na rapie oraz jest on całkowicie darmowy. Dnia 5 sierpnia o północy Chris Brown umieścił link do darmowego pobrania mixtape'u na swoim oficjalnym Twitterze oraz ogłosił: "Wiadomość dla moich fanów. Nie zarabiam na tym żadnych pieniędzy".
Mixtape zawiera 21 utworów. Gościnnie występują tam min. Kevin McCall, Tyga, Swizz Beatz, Wiz Khalifa, Se7en oraz Justin Bieber, który debiutuje tutaj jako raper.

## Lista utworów
1. "First 48"
2. "Crazy"
3. "Freaky I’m Iz" (Feat. Kevin McCall, Diesel & Swizz Beatz)
4. "Body on Mine" (Feat. Se7en)
5. "Spend It All" (Feat. Se7en & Kevin McCall)
6. "Private Dancer" (Feat. Se7en & Kevin McCall)
7. "100 Bottles" (Feat. Se7en)
8. "Leave the Club" (Feat. Joelle James)
9. "Real Hip Hop #4" (Feat. Kevin MaCall)
10. "Your Body"
11. "Ladies Love Me" (Feat. Justin Bieber))
12. "Real Hip Hop #3"
13. "Real Hip Hop" (Feat. Kevin McCall)
14. "Snapbacks Back" (Feat. Tyga)
15. "The Best Yo"
16. "Marvins Room Remix" (Feat. J Valentine, Dawn Richard, Se7en & Kevin McCall)
17. "100%" (Feat. Kevin McCall)
18. "Last"
19. "Sweetheart"
20. "Strip" (Feat. Kevin McCall)
21. "Yoko" (Feat. Berner, Wiz Khalifa & Big K.R.I.T.)